# Maria Restituta Kafka
Maria Restituta, al secolo Helena Kafka (Hussowitz, 1º maggio 1894 – Vienna, 30 marzo 1943), è stata una religiosa austriaca.

## Biografia
Helene Kafka aveva due anni quando la famiglia si trasferì a Vienna. Giovanissima, lavorò inizialmente come aiuto-infermiera presso l'ospedale di Lainz. All'età di 19 anni entrò nella Congregazione della suore francescane della carità cristiana. Dopo la prima guerra mondiale entrò come infermiera presso l'ospedale di Mödling, giungendo al livello di un'efficiente infermiera di sala operatoria.
Anche l'ospedale di Mödling non fu risparmiato dagli effetti dall'Anschluss del 1938. Sorella Restituta si rifiutò di togliere i Crocifissi dalle stanze dei degenti. Questa circostanza e due testi di critica al regime nazista da lei redatti la condussero in prigionia. Il mercoledì delle ceneri del 1942 fu arrestata dalla Gestapo e il 29 ottobre del medesimo anno fu condannata a morte con l'accusa di favoreggiamento del nemico e di preparativo di alto tradimento; il 30 marzo del 1943 fu giustiziata tramite ghigliottina. Come altre vittime del nazionalsocialismo, che a causa della loro appartenenza etnica, della loro fede o della loro appartenenza politica erano state mandate a morte, la loro esecuzione viene oggi percepita come un assassinio.
Nonostante la volontà ecclesiastica, la sua salma non fu consegnata all'Ordine cui apparteneva e, come altre circa 2.700 persone che subirono analoga sorte, fu sepolta anonima nel cosiddetto 40º Gruppo dello Zentralfriedhof.

## Culto
Il 21 giugno 1998, in occasione della visita a Vienna di papa Giovanni Paolo II, ella fu proclamata beata ed il giorno dedicato alla celebrazione della sua memoria è il 30 marzo.
A Mödling la parte occidentale della Weyprechtgasse, dinnanzi all'ospedale, è stata rinominata in suo onore Schwester-Maria-Restituta-Gasse. Nel 2000 le fu intitolata la piazza in Wien-Brigittenau, il quartiere della sua infanzia e giovinezza, nei pressi del ponte sul Danubio e della stazione della metropolitana Handelskai e nel 2006 l'artista di Colonia Gunter Demnig le ha dedicato dinnanzi al n. 12 di Sr.-Maria-Restituta-Gasse una delle sue Stolpersteine (letteralmente: Pietre d'inciampo).
Nello Hartmannspital (ospedale Hartmann) a Vienna-Margareten vi è la mostra permanente RESTITUTA-Dokumentation Glaube gegen NS-Gewalt (La documentazione della fede di Restituta contro la violenza nazista).
Anche nella chiesa abbaziale di Klein-Mariazell viene descritta la sua vita ed ella è particolarmente ricordata.
Dal 27 maggio 2009 nella Barbara-Kapelle della cattedrale di Santo Stefano in Vienna è stata posta una scultura che la ricorda, opera di Alfred Hrdlicka.
Alla figura di Maria Restituta Kafka è dedicata una rapsodia per organo composta da Carlotta Ferrari nel 2016.